# Lambdasond

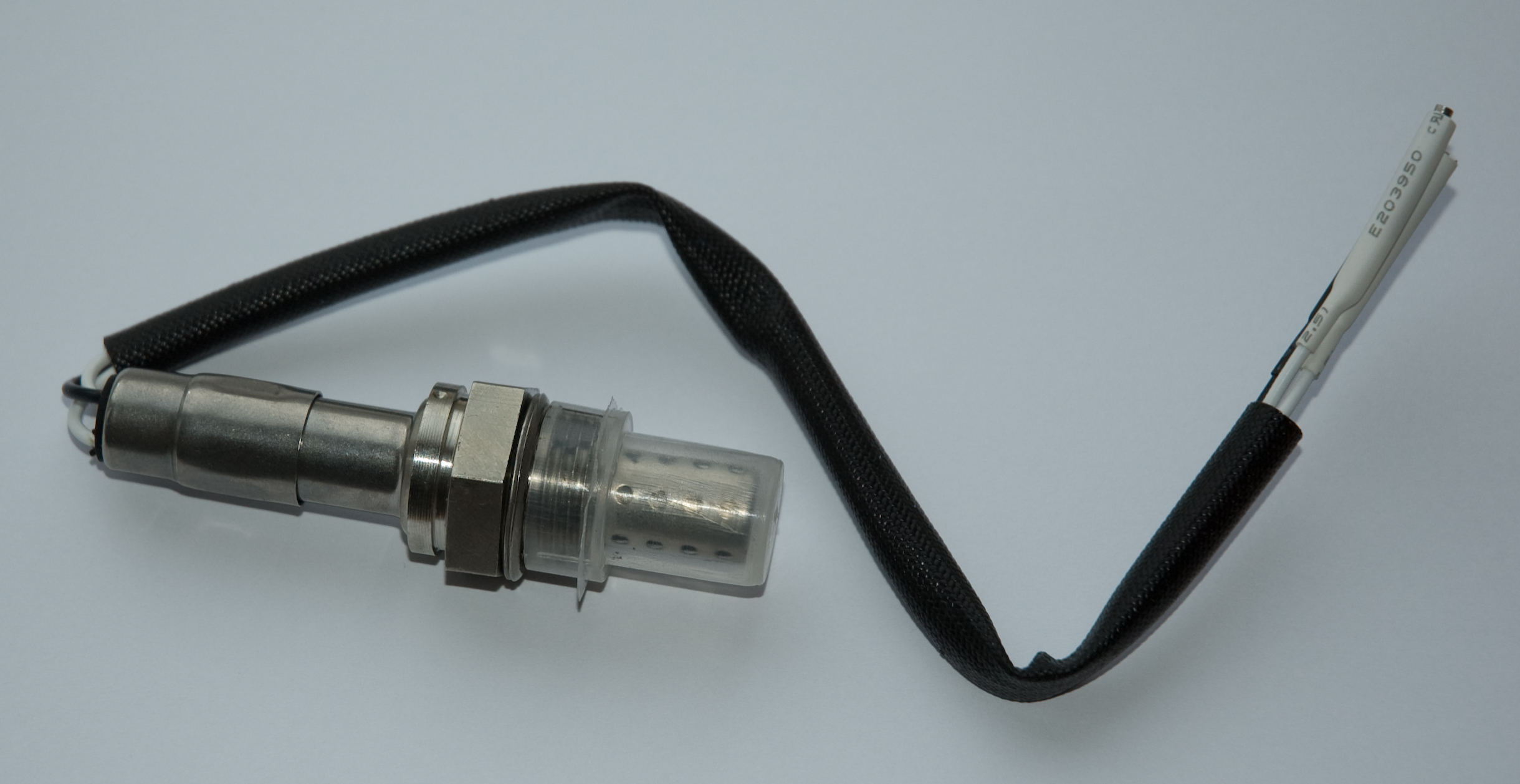
Lambdasond (reservdel) för Volvo 240 och liknande bilar.

En lambdasond är vanligtvis placerad i en förbränningsmotors grenrör och känner av syrehalten i avgaserna. Även kallad syresensor. Systemet utvecklades av Robert Bosch GmbH och användes första gången i Volvo 240 på USA-marknaden.
Värdet lambda är ett förhållandet mellan en stökiometrisk blandning och den faktiska proportionen mellan bränsle och syrgas i en bränsleluftblandning. Värdet avser blandningen, viktmässigt. Eftersom den optimala luft/bränsle-blandningen varierar mellan olika bränslesorter är värdet normerat på så vis att 1,0 betyder optimal blandning. Ökas mängden luft i förhållande till bränslet (snålare blandning) är detta värde större än 1, för rikare blandning (mer bränsle) är värdet mindre än 1. Lambdasonden genererar själv en spänning mellan 0 och 1 volt i samband med den kemiska processen som uppstår mellan ädelmetallen i sonden och gaserna i avgaserna.
Det finns även lambdasonder med titanelektrod som avger en spänning mellan 1 och 5 volt.
De flesta lambdasonder har också en förvärmare som värmer upp lambdasonden så att funktionen kommer igång så snabbt som möjligt.
Lambdasonden är en viktig komponent i alla moderna bensinmotorer med elektronisk bränsleinsprutning. Signalen från sonden registreras av ett reglersystem som från denna information tar beslut om att öka eller minska bränsletillförsel. Den exaktare bränsle-luft-blandning som lambdasonden bidrar till är en förutsättning för att katalysatorn ska kunna jobba effektivt.